# اینامی، تویاما
اینامی (به لاتین: Inami) یک منطقهٔ مسکونی در ژاپن است که در استان تویاما واقع شده‌است.